# Subsecretaría de Estado de Chile

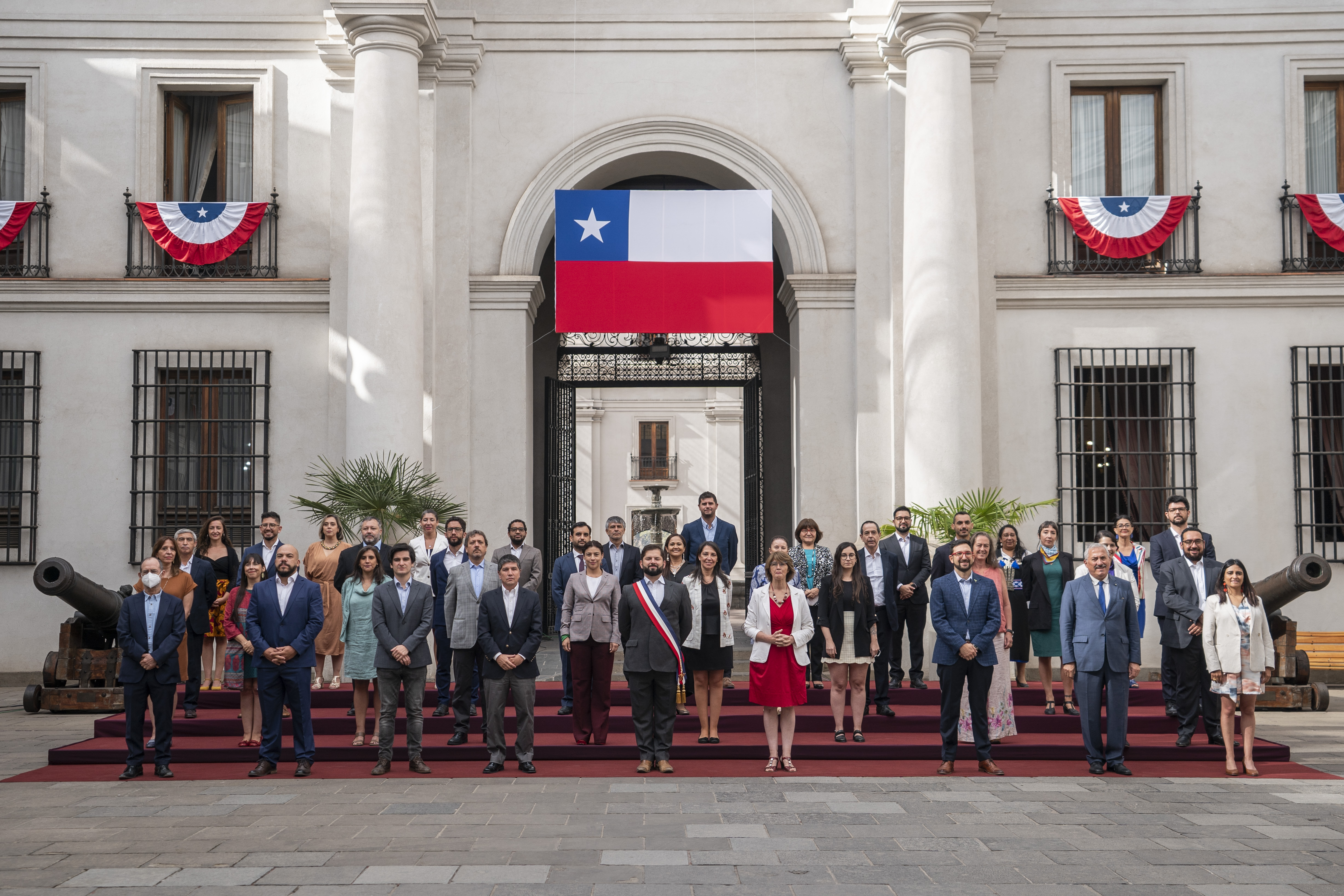
Fotografía oficial del gabinete de subsecretarios de Gabriel Boric, realizada el 12 de marzo de 2022.

Las subsecretarías de Estado de Chile son organismos pertenecientes a la estructura interna de cada uno de los ministerios de Estado. En cada ministerio puede haber una o más subsecretarías, cuyos jefes superiores son los subsecretarios de Estado.
Los subsecretarios de Estado, o simplemente subsecretarios, son funcionarios que tienen el carácter de colaboradores inmediatos del ministro de Estado. En otros países, este cargo equivale generalmente al de viceministro.

## Detalles

### Nombramiento
Los subsecretarios son nombrados y cesados libremente por el presidente de la República.

### Funciones
Los subsecretarios, entre otras funciones, están encargados de coordinar las acciones de los órganos y servicios públicos del sector, actuar como ministro de fe y ejercer la administración interna de cada ministerio.
Además subrogan al respectivo ministro y, en caso de que haya más de un subsecretario, lo hace el de más antigua designación, salvo que el presidente o la ley establezca otra forma de subrogación.

### Remuneraciones
Los subsecretarios de Estado perciben, por el desempeño de su cargo, el sueldo correspondiente al grado C de la Escala Única de Sueldos (EUS) de la Administración Pública, creada por el Decreto Ley N.º 249, de 31 de diciembre de 1973, más asignaciones y bonificaciones especiales —como la asignación de dirección superior, la asignación profesional y la asignación de modernización, según corresponda— y gastos de representación.
La remuneración bruta mensual de los subsecretarios, que incluye sueldo base, asignaciones y gastos de representación, y sin considerar los descuentos legales u obligatorios —es decir, impuestos e imposiciones de seguridad social—, al año 2016, asciende a CLP$ 8 393 125. Hacia junio de 2018, la remuneración era de CLP 8 602 954 millones de pesos.

## Subsecretarías de Estado
Lista de subsecretarías de Estado con el ministerio de Estado al cual pertenecen, bajo el gobierno de Gabriel Boric:
| Ministerio                                     | Subsecretaría                                  | Nombre                            | Partido | Partido      | Período                             |
| ---------------------------------------------- | ---------------------------------------------- | --------------------------------- | ------- | ------------ | ----------------------------------- |
| Interior                                       | Interior                                       | Víctor Ramos Muñoz                |         | FA           | 1 de abril de 2025-en el cargo      |
| Interior                                       | Desarrollo Regional y Administrativo           | Francisca Perales Flores          |         | FA           | 16 de agosto de 2023-en el cargo    |
| Relaciones Exteriores                          | Relaciones Exteriores                          | Gloria de la Fuente González      |         | PS           | 10 de marzo de 2023-en el cargo     |
| Relaciones Exteriores                          | Relaciones Económicas Internacionales          | Claudia Sanhueza                  |         | FA           | 10 de marzo de 2023-en el cargo     |
| Defensa Nacional                               | Defensa                                        | Ricardo Montero Allende           |         | PS           | 16 de agosto de 2023-en el cargo    |
| Defensa Nacional                               | Fuerzas Armadas                                | Galo Eidelstein                   |         | PCCh         | 11 de marzo de 2022-en el cargo     |
| Hacienda                                       | Hacienda                                       | Heidi Berner                      |         | Ind-PPD      | 10 de marzo de 2023-en el cargo     |
| Seguridad Pública                              | Seguridad Pública                              | Rafael Collado González           |         | FA           | 1 de abril de 2025-en el cargo      |
| Seguridad Pública                              | Prevención del Delito                          | Carolina Leitao Álvarez-Salamanca |         | Ind. (ex DC) | 6 de noviembre de 2024 -en el cargo |
| Secretaría General de la Presidencia           | General de la Presidencia                      | Nicolás Facuse Vásquez            |         | PS           | 10 de marzo de 2025-en el cargo     |
| Secretaría General de Gobierno                 | General de Gobierno                            | Erwin Díaz Asenjo                 |         | PS           | 31 de julio de 2025-en el cargo     |
| Economía, Fomento y Turismo                    | Economía y Empresas de Menor Tamaño            | Javiera Petersen                  |         | PCCh         | 11 de marzo de 2022-en el cargo     |
| Economía, Fomento y Turismo                    | Pesca y Acuicultura                            | Julio Salas Gutiérrez             |         | FA           | 11 de marzo de 2022-en el cargo     |
| Economía, Fomento y Turismo                    | Turismo                                        | Verónica Pardo                    |         | PL           | 10 de marzo de 2023-en el cargo     |
| Desarrollo Social y Familia                    | Evaluación Social                              | Paula Poblete                     |         | FA           | 11 de marzo de 2022-en el cargo     |
| Desarrollo Social y Familia                    | Servicios Sociales                             | Francisca Gallegos Jara           |         | FA           | 16 de agosto de 2023-en el cargo    |
| Desarrollo Social y Familia                    | Niñez                                          | Verónica Silva Villalobos         |         | Ind.         | 10 de marzo de 2023-en el cargo     |
| Educación                                      | Educación                                      | Alejandra Arratia Martínez        |         | Ind.         | 10 de marzo de 2023-en el cargo     |
| Educación                                      | Educación Parvularia                           | Claudia Lagos Serrano             |         | Ind.         | 8 de septiembre de 2022-en el cargo |
| Educación                                      | Educación Superior                             | Víctor Orellana Calderón          |         | FA           | 10 de marzo de 2023-en el cargo     |
| Justicia y Derechos Humanos                    | Justicia                                       | Ernesto Muñoz Lamartine           |         | PL           | 6 de noviembre de 2024 -en el cargo |
| Justicia y Derechos Humanos                    | Derechos Humanos                               | Daniela Quintanilla Mateff        |         | Ind.         | 2 de agosto de 2024-en el cargo     |
| Trabajo y Previsión Social                     | Trabajo                                        | Pablo Chacón Cancino              |         | PCCh         | 21 de abril de 2025-en el cargo     |
| Trabajo y Previsión Social                     | Previsión Social                               | Claudio Reyes Barrientos          |         | PPD          | 16 de junio de 2023 - en el cargo   |
| Obras Públicas                                 | Obras Públicas                                 | Danilo Núñez Izquierdo            |         | PS           | 6 de noviembre de 2024 -en el cargo |
| Salud                                          | Salud Pública                                  | Andrea Albagli Iruretagoyena      |         | FA           | 10 de marzo de 2023-en el cargo     |
| Salud                                          | Redes Asistenciales                            | Bernardo Martorell Guerra         |         | PPD          | 31 de marzo de 2025-en el cargo     |
| Vivienda y Urbanismo                           | Vivienda y Urbanismo                           | Daniela Elgueta                   |         | Ind.         | 1 de julio de 2023 -en el cargo     |
| Agricultura                                    | Agricultura                                    | Alan Espinoza Ortiz               |         | PS           | 26 de mayo de 2025-en el cargo      |
| Minería                                        | Minería                                        | Suina Chahuán Kim                 |         | FA           | 16 de agosto de 2023-en el cargo    |
| Transportes y Telecomunicaciones               | Transportes                                    | Jorge Daza Lobos                  |         | PS           | 10 de marzo de 2023-en el cargo     |
| Transportes y Telecomunicaciones               | Telecomunicaciones                             | Claudio Araya                     |         | PCCh         | 11 de marzo de 2022-en el cargo     |
| Bienes Nacionales                              | Bienes Nacionales                              | Sebastián Vergara Tapia           |         | PPD          | 10 de marzo de 2023-en el cargo     |
| Energía                                        | Energía                                        | Luis Felipe Ramos                 |         | PL           | 10 de marzo de 2023-en el cargo     |
| Medio Ambiente                                 | Medio Ambiente                                 | Maximiliano Proaño                |         | FA           | 11 de marzo de 2022-en el cargo     |
| Deporte                                        | Deportes                                       | Emilia Ríos Saavedra              |         | FA           | 11 de marzo de 2022-en el cargo     |
| Mujer y la Equidad de Género                   | Mujer y la Equidad de Género                   | Claudia Donaire Gaete             |         | Ind.         | 28 de marzo de 2025-en el cargo     |
| Culturas, las Artes y el Patrimonio            | Culturas y las Artes                           | Jimena Jara Quilodrán             |         | Ind-PPD      | 6 de noviembre de 2024 -en el cargo |
| Culturas, las Artes y el Patrimonio            | Patrimonio Cultural                            | Carolina Pérez                    |         | FA           | 8 de septiembre de 2022-en el cargo |
| Ciencia, Tecnología, Conocimiento e Innovación | Ciencia, Tecnología, Conocimiento e Innovación | Cristian Cuevas Vega              |         | FRVS         | 6 de noviembre de 2024 -en el cargo |